# Аномальная жара в Индии (2015)
Аномальная жара в Индии произошла в отдельных штатах Индии в мае 2015 года и привела к массовой гибели людей. Аномальная температура во многих штатах страны и в столице Дели составляла около 47 °C, а в отдельные дни — 50 °C. Майская температура на 7 градусов превышала среднестатистическую для сезона.
Больше всего пострадали от жары штаты Андхра-Прадеш, Телангана, чуть менее — Орисса и Западная Бенгалия. Из-за массовых тепловых ударов в местных больницах было объявлено положение повышенной готовности. По официальным данным, большинство пострадавших — люди старше 50 лет, которые вынуждены пребывать на улице в связи с работой.
На 27 мая в штате Андхра-Прадеш погибло 852 человека, в штате Телангана — 266.
На 29 мая количество погибших составило около 1826 человек, число погибших за сутки достигло около 500 человек.
На 30 мая количество погибших составило 2207.
На 2 июня количество погибших составило 2500.

## Причины
Жара в значительной степени объясняется отсутствием обычных в этом сезоне муссонных дождей, которые принесли недостаточное количество влаги, оставили большие части Индии сухими. Такая погода в сочетании с эффектом Эль-Ниньо повлекла за собой рекордно высокие температуры воздуха.

## Количество погибших
| Штат              | Количество погибших | Дата   |
| ----------------- | ------------------- | ------ |
| Андхра-Прадеш     | 1334                | 28 мая |
| Телангана         | 440                 | 28 мая |
| Орисса            | 43—67               | 27 мая |
| Западная Бенгалия | 13                  | 27 мая |
| Гуджарат          | 10                  | 28 мая |
| г. Дели           | 5                   | 27 мая |
| Мадхья-Прадеш     | 3                   | 22 мая |
| Махараштра        | 2                   | 27 мая |
| Раджастхан        | 2                   | 25 мая |
| Чхаттисгарх       | 1                   | 25 мая |
| В общем           | 1826                | 28 мая |

## Рекордные температуры
| Дата        | Место                                     | Температура, °C |
| ----------- | ----------------------------------------- | --------------- |
| 21 мая 2015 | Джхарсугуда                               | 45,4            |
| 21 мая 2015 | Хайдарабад                                | 46              |
| 23 мая 2015 | Аллахабад                                 | 47,7            |
| 24 мая 2015 | Кхаммам                                   | 48              |
| 25 мая 2015 | Международный аэропорт имени Индиры Ганди | 46,4            |
| 27 мая 2015 | Далтонгандж                               | 47              |